# 1970-es Le Mans-i 24 órás verseny
A 38. Le Mans-i 24 órás versenyt 1970. június 13. és június 14. között rendezték meg.

## Végeredmény
|   | Kategória | #  | Csapat                            | Versenyzők                           | Modell           | Motor                | Körök |
| - | --------- | -- | --------------------------------- | ------------------------------------ | ---------------- | -------------------- | ----- |
| 1 | S 5.0     | 23 | Porsche KG Salzburg               | Hans Herrmann Richard Attwood        | Porsche 917K     | Porsche 4.5L Flat-12 | 343   |
| 2 | S 5.0     | 3  | Martini Racing Team               | Gerard Larrousse Willy Kauhsen       | Porsche 917L     | Porsche 4.5L Flat-12 | 338   |
| 3 | P 3.0     | 27 | Martini Racing Team               | Rudi Lins Dr. Helmut Marko           | Porsche 908/2L   | Porsche 3.0L Flat-8  | 335   |
| 4 | S 5.0     | 11 | North American Racing Team (NART) | Ronnie Bucknum Sam Posey             | Ferrari 512S     | Ferrari 5.0L V12     | 313   |
| 5 | S 5.0     | 12 | Ecurie Francorchamps              | Hughes van Fierlandt Alistair Walker | Ferrari 512S     | Ferrari 5.0L V12     | 305   |
| 6 | GT 2.0    | 40 | Établissement Sonauto             | Claude Ballot-Léna Guy Chasseuil     | Porsche 914/6 GT | Porsche 2.0L Flat-6  | 285   |
| 7 | GT 2.5    | 47 | Écurie Luxembourg                 | Erwin Kremer Nicolas Koob            | Porsche 911S     | Porsche 2.3L Flat-6  | 282   |

## Nem értékelhető
|    | Kategória | #  | Csapat                            | Versenyzők                          | Modell                     | Motor               | Körök |
| -- | --------- | -- | --------------------------------- | ----------------------------------- | -------------------------- | ------------------- | ----- |
| 8  | GT +5.0   | 2  | Greder Racing                     | Henri Greder Jean-Pierre Rouget     | Chevrolet Corvette         | Chevrolet 7.0L V8   | 286   |
| 9  | P 3.0     | 29 | Solar Productions                 | Herbert Linge Jonathan Williams     | Porsche 908/2 (Camera Car) | Porsche 3.0L Flat-8 | 282   |
| 10 | P 3.0     | 57 | North American Racing Team (NART) | Tony Adamowicz Chuck Parsons        | Ferrari 312P Coupe         | Ferrari 3.0L V12    | 281   |
| 11 | GT 2.5    | 62 | René Mazzia                       | René Mazzia Pierre Mauroy           | Porsche 911S               | Porsche 2.2L Flat-6 | 275   |
| 12 | GT 2.0    | 42 | Wicky Racing Team                 | Sylvain Garant Guy Verrier          | Porsche 911TH              | Porsche 2.0L Flat-6 | 271   |
| 13 | GT 2.5    | 67 | Jacques Dechaumel                 | Jean-Pierre Parot Jacques Dechaumel | Porsche 911S               | Porsche 2.2L Flat-6 | 271   |
| 14 | GT 2.5    | 45 | Claude Laurent                    | Claude Laurent Jacques Marché       | Porsche 911S               | Porsche 2.2L Flat-6 | 262   |
| 15 | GT 2.0    | 64 | Claude Haldi / Hart Ski Racing    | Jean Sage Pierre Greub              | Porsche 911S               | Porsche 2.0L Flat-6 | 254   |
| 16 | GT 2.0    | 66 | Raymond Touroul                   | Jean-Claude Lagniez Claude Swietlik | Porsche 911S               | Porsche 2.0L Flat-6 | 231   |

## Nem ért célba
|    | Kategória | #  | Csapat                                                | Versenyzők                                           | Modell             | Motor                     | Körök |
| -- | --------- | -- | ----------------------------------------------------- | ---------------------------------------------------- | ------------------ | ------------------------- | ----- |
| 17 | P 3.0     | 34 | Donald Healey Motor Company                           | Roger Enever Andrew Hedges                           | Healey SR XR37     | Repco 740 3.0L V8         | 264   |
| 18 | S 5.0     | 25 | Porsche KG Salzburg                                   | Vic Elford Kurt Ahrens Jr.                           | Porsche 917L       | Porsche 4.9L Flat-12      | 225   |
| 19 | P 3.0     | 36 | Autodelta SpA                                         | Piers Courage Andrea de Adamich                      | Alfa Romeo T33/3   | Alfa Romeo 3.0L V8        | 222   |
| 20 | P 3.0     | 35 | Autodelta SpA                                         | Nanni Galli Rolf Stommelen                           | Alfa Romeo T33/3   | Alfa Romeo 3.0L V8        | 213   |
| 21 | P 2.0     | 49 | Paul Watson Racing Organisation / Chevron Racing Team | Ian Skailes John Hine                                | Chevron B16        | Ford Cosworth FVC 1.8L I4 | 213   |
| 22 | P 2.0     | 44 | Paul Watson Racing Organisation / Chevron Racing Team | Clive Baker Digby Martland                           | Chevron B16        | BMW 2.0L I4               | 187   |
| 23 | P 2.5     | 61 | Wicky Racing Team                                     | André Wicky Jean-Pierre Hanrioud                     | Porsche 907        | Porsche 2.2L Flat-6       | 161   |
| 24 | S 5.0     | 20 | John Wyer Automotive Engineering                      | Jo Siffert Brian Redman                              | Porsche 917K       | Porsche 4.9L Flat-12      | 156   |
| 25 | S 5.0     | 5  | SpA Ferrari SEFAC                                     | Jacky Ickx Peter Schetty                             | Ferrari 512S       | Ferrari 5.0L V12          | 142   |
| 26 | GT 2.5    | 63 | Rey Racing                                            | Jacques Rey Bernard Cheneviére                       | Porsche 911S       | Porsche 2.3L Flat-6       | 132   |
| 27 | S 5.0     | 9  | Escuderia Montjuich                                   | José Juncadella Juan Fernandez                       | Ferrari 512S       | Ferrari 5.0L V12          | 130   |
| 28 | P 2.0     | 60 | Guy Verrier                                           | Daniel Rouveyran Willi Meier                         | Porsche 910        | Porsche 2.0L Flat-6       | 128   |
| 29 | GT 2.5    | 65 | Claude Haldi / Hart Ski Racing                        | Claude Haldi Artur Blanck                            | Porsche 911S       | Porsche 2.2L Flat-6       | 124   |
| 30 | P 2.0     | 46 | Christian Poirot                                      | Christian Poirot Ernst Kraus                         | Porsche 910        | Porsche 2.0L Flat-6       | 120   |
| 31 | S 5.0     | 18 | David Piper Autorace AAW Racing Team                  | David Piper Gijs van Lennep                          | Porsche 917K       | Porsche 4.5L Flat-12      | 112   |
| 32 | S 5.0     | 16 | Scuderia Filipinetti Scuderia Picchio Rosso           | Gianpiero Moretti Corrado Manfredini                 | Ferrari 512S       | Ferrari 5.0L V12          | 111   |
| 33 | S 5.0     | 4  | Racing Team VDS                                       | Teddy Pilette Gustave Gosselin                       | Lola T70 Mk. IIIB  | Chevrolet 4.9L V8         | 109   |
| 34 | GT 2.5    | 43 | Jean-Pierre Gaban                                     | Jean-Pierre Gaban Willy Braillard                    | Porsche 911S       | Porsche 2.2L Flat-6       | 109   |
| 35 | P 3.0     | 31 | Equipe Matra-Simca                                    | Jean-Pierre Beltoise Henri Pescarolo                 | Matra-Simca MS660  | Matra 3.0L V12            | 79    |
| 36 | P 3.0     | 32 | Equipe Matra-Simca                                    | Jack Brabham François Cevert                         | Matra-Simca MS650  | Matra 3.0L V12            | 76    |
| 37 | P 3.0     | 30 | Equipe Matra-Simca                                    | Patrick Depailler Jean-Pierre Jabouille Tim Schenken | Matra-Simca MS650  | Matra 3.0L V12            | 70    |
| 38 | GT 2.5    | 59 | Jean Egreteaud                                        | Jean Egreteaud Jean Mésange                          | Porsche 911S       | Porsche 2.2L Flat-6       | 70    |
| 39 | P 2.0     | 50 | Écurie Intersports S.A.                               | Guy Ligier Jean-Claude Andruet                       | Ligier JS1         | Ford Cosworth FVC 1.8L I4 | 65    |
| 40 | S 5.0     | 10 | Gelo Racing Team North American Racing Team (NART)    | Helmut Kelleners Georg Loos                          | Ferrari 512S       | Ferrari 5.0L V12          | 54    |
| 41 | S 2.0     | 22 | John Wyer Automotive Engineering                      | David Hobbs Mike Hailwood                            | Porsche 917K       | Porsche 4.5L Flat-12      | 49    |
| 42 | P 3.0     | 38 | Autodelta SpA                                         | Teodoro Zeccoli Carlo Facetti                        | Alfa Romeo T33/3   | Alfa Romeo 3.0L V8        | 43    |
| 43 | S 5.0     | 7  | SpA Ferrari SEFAC                                     | Derek Bell Ronnie Peterson                           | Ferrari 512S       | Ferrari 5.0L V12          | 39    |
| 44 | S 5.0     | 8  | SpA Ferrari SEFAC                                     | Arturo Merzario Clay Regazzoni                       | Ferrari 512S       | Ferrari 5.0L V12          | 38    |
| 45 | GT +5.0   | 1  | Écurie Léopard                                        | Joseph Bourdon Jean-Claude Aubriet                   | Chevrolet Corvette | Chevrolet 7.0L V8         | 37    |
| 46 | S 5.0     | 15 | Scuderia Filipinetti                                  | Mike Parkes Herbert Müller                           | Ferrari 512S       | Ferrari 5.0L V12          | 37    |
| 47 | S 5.0     | 14 | Scuderia Filipinetti                                  | Joakim Bonnier Reine Wisell                          | Ferrari 512S       | Ferrari 5.0L V12          | 36    |
| 48 | S 5.0     | 21 | John Wyer Automotive Engineering                      | Pedro Rodriguez Leo Kinnunen                         | Porsche 917K       | Porsche 4.9L Flat-12      | 22    |
| 49 | P 2.0     | 48 | Levi's International Racing                           | Julian Vernaeve Yves Deprez                          | Chevron B16        | Mazda 10A 1.0L Rotor      | 19    |
| 50 | S 5.0     | 6  | SpA Ferrari SEFAC                                     | Nino Vaccarella Ignazio Giunti                       | Ferrari 512S       | Ferrari 5.0L V8           | 7     |
| 51 | P 3.0     | 37 | Autodelta SpA                                         | Toine Hezemans Masten Gregory                        | Alfa Romeo T33/3   | Alfa Romeo 3.0L V8        | 5     |